# Petit Midour
Pour les articles homonymes, voir Riberette.
Le Petit Midour ou Ribérette ou Midour de Devant est une rivière qui traverse le département français du Gers et un affluent gauche de la Midouze dans le bassin versant de l'Adour.

## Géographie
D'une longueur de 24,1 kilomètres, il prend sa source sur la commune de Gazax-et-Baccarisse (Gers), à l'altitude 235 mètres, sous le nom de la Ribérette qu'il abandonne à partir de son entrée dans Loussous-Débat.
Il coule du sud-est vers le nord-ouest et se jette dans le Midour à Sion (Gers), à l'altitude 103 mètres.

## Communes et cantons traversés
Dans le département du Gers, le Petit Midour traverse douze communes et quatre cantons, dans le sens amont vers aval : Gazax-et-Baccarisse (source), Louslitges, Peyrusse-Vieille, Saint-Pierre-d'Aubézies, Couloumé-Mondebat, Castelnavet, Loussous-Débat, Aignan, Bouzon-Gellenave, Sabazan, Bétous et Sion (confluence).
Soit en termes de cantons, le Petit Midour prend source dans le canton de Montesquiou, arrose les cantons d'Aignan et Plaisance et conflue dans le canton de Nogaro.

## Affluents
Le Petit Midour a seize affluents référencés :
- le ruisseau du Rey (rg), 2,7 km sur Couloumé-Mondebat et Saint-Pierre-d'Aubézies ;
- le ruisseau de Labat (rd), 3,8 km sur Castelnavet et Saint-Pierre-d'Aubézies ;
- le ruisseau de Cazalas (rd), 2,5 km sur Castelnavet ;
- le ruisseau de Basta (rg), 3,8 km sur Couloumé-Mondebat ;
- le ruisseau de Labousquère (rd), 1,5 km sur Aignan et Castelnavet ;
- le ruisseau de Labadie (rd), 1,3 km sur Aignan ;
- le ruisseau du Miradoux (rg), 5,7 km sur Aignan, Couloumé-Mondebat et Louslitges ;
- le ruisseau de Pelanne (rg), 3,6 km sur Aignan, Couloumé-Mondebat et Loussous-Débat ;
- le ruisseau de la Sounlade (rg), 1,6 km sur Aignan et Loussous-Débat ;
- le ruisseau du Boussac (rd), 1,2 km sur Aignan ;
- le ruisseau de Lahite (rg), 3,7 km sur Aignan et Loussous-Débat ;
- le ruisseau de Lespiet ou de Douzens (rd), 3,7 km sur Aignan ;
- le ruisseau de Montjot (rd), 4,4 km sur Aignan et Sabazan ;
- le ruisseau de la Rochelle ou de la Coume Grande (rd), 4,8 km sur Aignan, Bouzon-Gellenave, Pouydraguin et Sabazan ;
- le ruisseau de las Courrèges (rd), 2,4 km sur Bétous et Sabazan ;
- le ruisseau de Frizot (rd), 1,6 km sur Bétous et Sion.

Géoportail mentionne un autre tributaire :
- le ruisseau de Saint-Germain (rd) en aval du ruisseau de Labat.